# Crims al Bàltic: El límit del dolor

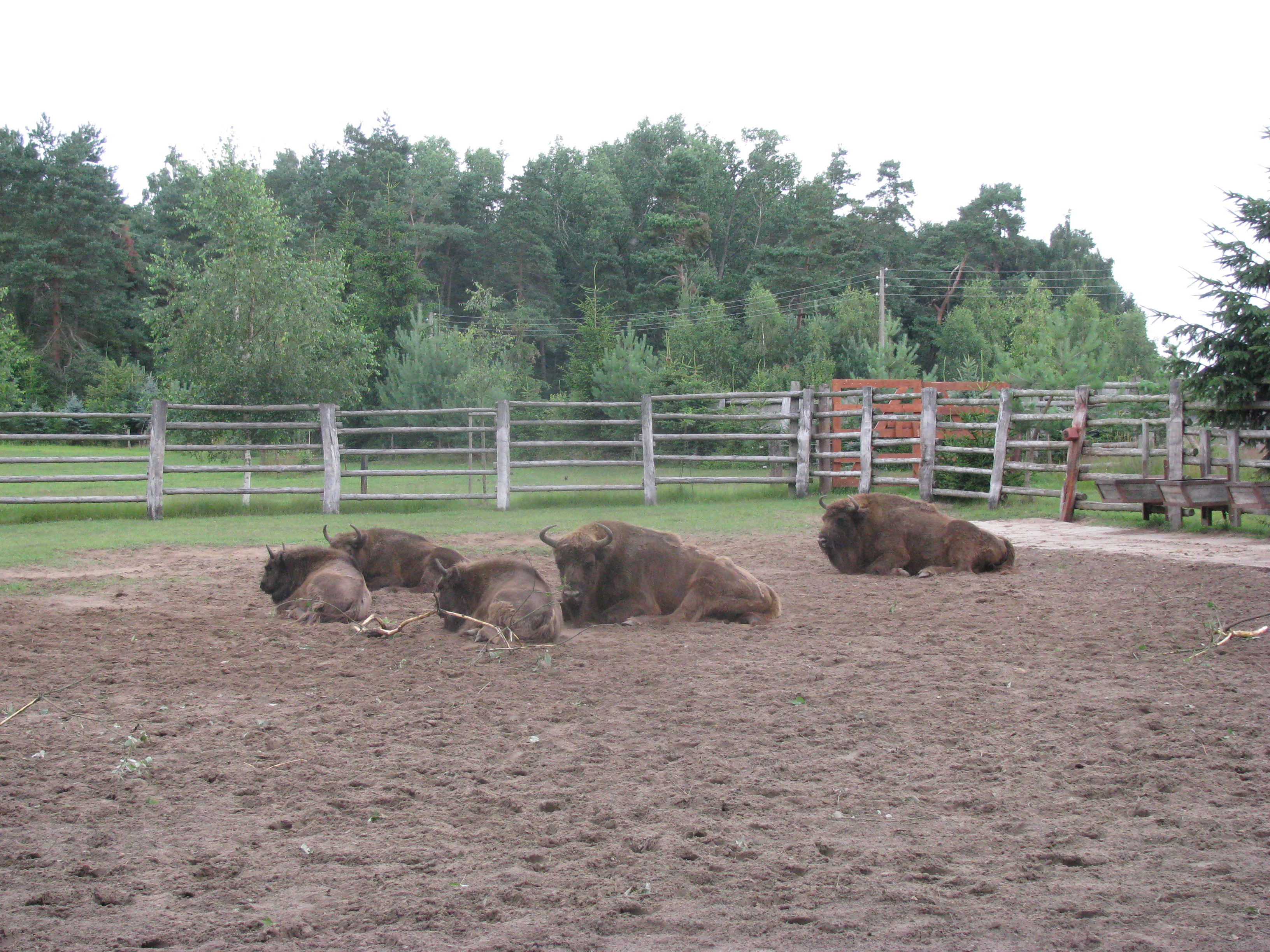
En Brunner ha de refugiar-se a la reserva de bisons de la Karin.

Crims al Bàltic: El límit del dolor (títol original en alemany, Der Usedom-Krimi: Schmerzgrenze) és un telefilm de la sèrie de pel·lícules de ficció criminal Crims al Bàltic. Va ser produït per a Das Erste per Polyphon Film- und Fernsehgesellschaft en nom d'ARD Degeto i NDR. És el dotzè episodi de la sèrie de pel·lícules i es va emetre per primera vegada el 5 de novembre de 2020. S'ha doblat al català central per a TV3.

## Sinopsi
La mare del fiscal Brunner, que patia de demència senil, mor en una residència d'avis de luxe. Quan el fiscal li ret l'últim adeu s'adona que pot haver estat maltractada per la seva cuidadora, Kerstin Matthies. Una autòpsia posterior confirma aquesta sospita. El cas és particularment dolorós per a en Brunner, ja que la Kerstin manté una relació sentimerntal amb ell. Poc després, la cuidadora desapareix de manera sobtada. Per defugir la pressió mediàtica, el fiscal, que es converteix en sospitós, demana ajuda precisament a la seva rival Karin Lossow, que l'amaga a la reserva de bisons on treballa. En Brunner sospita que està sent víctima d'un complot.

## Producció
La pel·lícula es va rodar del 12 de novembre al 10 de desembre de 2019 principalment a l'illa d'Usedom al mar Bàltic, però també als estats federals de Berlín i Brandenburg. La ubicació més important de la pel·lícula va ser la reserva de bisons al barri de Prätenow de Dargen.